# Kidderminster Harriers Football Club
Maillots
Le Kidderminster Harriers Football Club est un club de football anglais basé à Kidderminster. Le club évoluera depuis la saison 2023-2024 en National League (cinquième division anglaise).

## Repères historiques
- Le club est fondé en 1886. Il rejoint la League (Division 4) en 2000 et y reste jusqu'en 2005.
- En 2016, le club est relégué de la National League.
- A l'issue de la saison 2022-23, le club est promu à National League.
- À l'issue de la saison 2023-2024, le club est relégué du National League (cinquième division anglaise).

## Joueurs emblématiques
- Jeff Kenna

## Entraîneurs
- 2003-2004 :  Jan Mølby
- 2014 :  Andy Thorn
- 2016 :  John Eustace